# Hokejbalová liga žen 2023/2024
Hokebalová liga žen 2023/2024 byla 9. sezónou nejvyšší hokejbalové soutěže žen v Česku.

## Fakta
- 9. ročník samostatné české nejvyšší hokejbalové soutěže žen.
- Vítěz základní části -
- Nejproduktivnější hráč -
- Nejlepší střelec -
- Nejlepší nahrávač
- Celkový vítěz -
- Nejproduktivnější hráč play-off -
- Nejlepší střelec play-off -
- Nejlepší nahrávač play-off -
- Nejužitečnější hráč play-off -

## Systém soutěže
Hrálo se formou několika jednodenních turnajů, z nichž se výsledky jednotlivých zápasů započítávaly do tabulky základní části. Poslední turnaj byl dvoudenní, přičemž první den se dohrávají zbylé zápasy základní části a druhý byl vyčleněn pro play-off. Hrálo se formátem 5+1.

## Týmy
Zdroj:
- HBC Pardubice
- HBC Enviform Třinec
- TJ Sršni Svitavy
- Panthers Kadaň
- SK Kelti 2008
- HBC Svítkov Stars Pardubice
- HBC Prachatice
- HBC Plzeň-Litice